# Restricted-Access Barrier System
Ein Restricted-Access Barrier System (RABS) ist eine Anlage, die in vielen Branchen wie der Pharma-, Medizin-, Chemie- und Elektrotechnikindustrie eingesetzt wird, in denen eine kontrollierte Atmosphäre erforderlich ist. Das RABS bildet eine physische Barriere zwischen den Operatoren und den Produktionsbereichen, die zum Beispiel mit Handschuheingriffen durchbrochen werden kann.

## Arten von Restricted-Access-Barrier-Systemen
Unterschieden wird grundsätzlich in offene (oRABS, open RABS) und geschlossene Restricted-Access-Barrier-Systeme (cRABS, closed RABS). Die wesentlichen Unterschiede liegen dabei in der Art der physischen Barriere, der Zugriffsart durch den Operator und der Art der Reinigung und Sterilisation. 
Beim geschlossenen System gibt es eine vollständige Umschließung des Prozesses (beispielsweise eine Maschine zum Befüllen von Stechampullen in der Pharmazie), und der Zugriff ist auf Handschuheingriffe beschränkt. Im oRABS ist ein direkterer Zugriff möglich, da die physische Barriere aus partiellen Beschränkungen und Luftvorhängen besteht. 
Ein cRABS kann außerdem mit Wasserstoffperoxid dekontaminiert werden, während beim oRABS durch die offenere Verbindung mit dem Reinraum eine Kombination von Methoden erforderlich ist, beispielsweise eine manuelle Reinigung.